# Le Bourg-d'Iré

Le Bourg-d'Iré este o comună în departamentul Maine-et-Loire, Franța. În 2009 avea o populație de 818 de locuitori.